# فایو تن
فایو تن (به انگلیسی: Five ten) یک سازندهٔ کفش و ملزومات ورزشی آمریکایی است. این شرکت در سال ۱۹۸۵ تأسیس شد . اکنون فایو تن یکی از پرفروش‌ترین سازنده‌های کفش‌های سنگنوردی در دنیا است .
در سال ۲۰۱۱ آدیداس این شرکت را به قیمت ۲۵ میلیون دلار خریداری کرد .